# Palace Hotel (Viareggio)
Il Palace Hotel è un edificio storico situato sulla passeggiata principale della città di Viareggio, in Toscana. Rappresenta uno dei principali esempi di architettura liberty in Italia e ha ospitato numerose figure illustri nel corso del XX secolo. La struttura, progettata dall’architetto Alfredo Belluomini, è famosa per la sua facciata decorata e per il contributo alla scena artistica e culturale della Versilia negli anni sessanta

## Storia
Le origini del Palace Hotel risalgono al 1913, quando venne richiesta l’autorizzazione per la costruzione di una grande sala da pranzo adiacente a una villa situata all’angolo tra via Flavio Gioia e via Carducci, allora nota come “Villa Tabet ora Hotel Mediterranée”. Nel 1916 furono effettuati ulteriori lavori per ampliare l’edificio e aggiungere nuove strutture di servizio.
Nel 1922, l’ingegnere Alfredo Belluomini curò una ristrutturazione che trasformò radicalmente l’edificio, conferendogli uno stile architettonico unitario ed elegante. Questo intervento contribuì a definire l’aspetto attuale dell’hotel, in linea con altri progetti dell’epoca.
La famiglia Marcucci acquisì le quote del Palace Hotel agli inizi degli anni Sessanta da Sergio Bernardini, noto imprenditore e fondatore della celebre Bussola di Focette. Fu proprio Bernardini, durante il periodo di chiusura per i lavori di ristrutturazione alla fine degli anni Cinquanta, a conferire all’albergo il nome attuale di “Palace Hotel”, abbandonando la precedente denominazione “Mediterraneo”.
Negli anni Sessanta, il bar del Palace Hotel era frequentato da artisti e musicisti, che si ritrovavano prima di prendere parte alla vita notturna della Versilia. Secondo alcune testimonianze, il locale rappresentava un punto di incontro per personalità del mondo dello spettacolo, contribuendo alla vivacità culturale dell’epoca.

## Riconoscimenti
Nel 2018, l’edificio è stato riconosciuto per il suo valore storico e culturale, evidenziandone l’importanza nel contesto del patrimonio architettonico di Viareggio. L’hotel è considerato una delle testimonianze meglio conservate dello stile liberty e continua a rappresentare un punto di riferimento per la tradizione alberghiera della città